# Juan José Pineda Fasquelle
Juan José Pineda Fasquelle CMF (ur. 19 grudnia 1960 w Tegucigalpie) – honduraski duchowny rzymskokatolicki, w latach 2005–2018 biskup pomocniczy Tegucigalpy.

## Życiorys
Święcenia kapłańskie przyjął 16 lipca 1988 w zgromadzeniu klaretynów. Pracował jako wykładowca prawa kanonicznego w zakonnych seminariach Ameryki Środkowej, Hiszpanii i Filipin. Od 2002 był wykładowcą w Tegucigalpie oraz sekretarzem tamtejszego arcybiskupa, kard. Óscara Rodrígueza Maradiagi.
21 maja 2005 został mianowany biskupem pomocniczym Tegucigalpy ze stolicą tytularną Obori. Sakry biskupiej udzielił mu 16 lipca 2005 kard. Óscar Rodríguez Maradiaga.
20 lipca 2018, w związku z oskarżeniami o kontakty seksualne z seminarzystami, zrezygnował z urzędu.